# Bathyaulax pickeri
Bathyaulax pickeri (лат.) — вид паразитических наездников рода Bathyaulax из семейства Braconidae. Назван в честь Dr. Mike Picker.

## Распространение
Встречается в Африке (Намибия и ЮАР).

## Описание
Бракониды среднего размера, длина тела около 2 см (тело 23 мм, переднее крыло 18 мм, яйцеклад 32 мм). Усики тонкие, нитевидные (из 128 флагелломеров). От близких родов отличается следующими признаками: второй и третий тергиты метасомы в 1,3-1,4 раза шире длины; мезоскутум полностью чёрный, брюшко, по крайней мере, с 3-6 тергитами темно-красное, все ноги чёрные или очень темные. Основная окраска чёрная (включая тёмные крылья), за исключением красноватого брюшка. Предположительно, как и близкие виды, паразитоиды личинок древесных жуков. Вид был впервые описан в 2007 году энтомологами Austin Kaartinen (University of Helsinki, Финляндия) и Donald Quicke (Chulalongkorn University, Бангкок, Таиланд).